# Tauco
Le tauco ou tauchu (zh) est une pâte de fèves de soja jaune fermentée, que l'on retrouve dans la cuisine chinoise et la cuisine indonésienne. Les fèves de soja sont bouillies, puis broyées, mélangées avec de la farine, et mises à fermenter. La pâte est alors immergée dans l'eau salée puis séchée sous le soleil durant plusieurs semaines, jusqu'à ce que la pâte atteigne une couleur jaunâtre.
La sauce est utilisée comme condiment pour parfumer des fritures comme le tahu tauco (tofu dans une sauce tauco), le kakap tahu tausi (vivaneau et tofu), ou dans une soupe comme le swikee oh (cuisses de grenouilles dans une soupe de tauco) ou le pie oh (tortue locale dans une soupe de tauco).